# Flekkefjord
Flekkefjord er en by i Agder fylke i Norge. Kommunen grænser til Sokndal og Lund i Rogaland fylke i vest, til Sirdal i nord og til Kvinesdal i øst.
Flekkefjord er den vestligste af bykommunerne langs Sørlandskysten. Administrationscenteret ligger tæt på E39, omtrent midtvejs mellem Kristiansand og Stavanger. Udover hovedbyen omfatter Flekkefjord kommune også byerne Sira, Gyland, Rasvåg og Kirkehamn.
Flekkefjord kommune er resultatet af en kommunesammenlægning i 1965 mellem Flekkefjord, Nes, Hidra, Gyland og Bakke.
Det er næsten 7.5 km sømil fra den indre fjord til åbent hav. Flekkefjords indre fjordbassin er stort nok til at rumme adskillige skibe og både, beskyttet for vind og strøm.
Bykernen præges fortsat af træhusbebyggelse fra tidligere tider. De fleste er efterhånden blevet malet hvide, selv om de før var holdt i andre farver.
I Flekkefjord ligger den fylkeskommunale Flekkefjord videregående skole med Kvinesdal som underliggende studiested, og Flekkefjord Museum (Vest-Agder-museet Flekkefjord). Flekkefjord sykehus på Engvald Hansens vei 6 har afdelinger i kirurgi, ortopedi, onkologi , gynækologi og fødselshjælp.
Flekkefjord kirke er en ottekantet trækirke fra 1833 opført efter tegninger af slotsarkitekt Hans von Linstow.
Kirkerummet er præget af empirestilen, med gallerier i to etager langs fem af væggene. Altertavlen er et guldkors i en bue, flankeret af søjler som bærer en gavl. Både den og prædikestolen er fra 1938 og tegnet af Linstow.

## Historie
I 1500-, 1600- og 1700-tallet var der en udstrakt handelsvirksomhedt mellem Holland og Norges sydkyst. Særlig fisk og egetømmer blev eksporteret fra Norge til Holland; tømmeret blev brugt til at bygge hollandske krigsskibe og handelsskibe, men også som bygningsmateriale. Holland var på den tid en del af det ekspansive spanske monarki. Da hollænderne begyndte at bygge sine havneområder med sten, kom de til Norge for at hente dem, og mange af stenene blev hentet fra Flekkefjord og omegn.
Bydelen Hollænderbyen har fået navn efter de mange hollændere som dengang bosatte sig i Flekkefjord. Mange sømænd fra distriktet tog hyre om bord på handelsskibene som fragtede varer mellem Norge og Holland.
I sejlskibenes tid var der mange skibe som opholdt sig om vinteren i Flekkefjord.
Byen fik sine købstadsettigheder i 1842. Med købstadsretten fulgte nemlig diverse enerettigheder som gav gode indtægter.

### Industri
Byen og distriktet har haft fem tønderfabrikker; den sidte blev nedlagt i 1960erne. I perioder var produktionen stor, som følge af at mange sild kom ind fjorden. Da sildene trak væk, blev tønderne eksporteret til Island.
Der fandtes et tilsvarende antal garverier, baseret på at skibe fra byen drog ud for at hente egebark (quebracho) som blev brugt som garvemiddel. De sidste var Dalens Garveri, som fremstillede sålelæder, og Aarenes Lærfabrikk i Drangeid, som fremstillede skind til bl. a. rygsække og dametasker. Aarenes Lærfabrikk var i drift indtil 2013. En stor andel af brandbiler som bruges i dag blev tidligere samlet i de gamle tøndernefabrikslokaler, men produktionen er nu flyttet til moderne lokaler i Nulandsvika. Af anden historis industri kan nævnes filtfabrikken Fjellse, uldvarefabrikken Loga, gamachefabrik, konfektionsfabrik, mineralvandsabrik, sukkervarefabrik, Konservesdåsefabrik og et stort antal både- og skibsbyggerier, deraf Simek AS som gik konkurs i 2018, og Flekkefjords tid som bådbyggeri-by sluttede. Efter at Halvorsens Mek. Verksted flyttede ud fra centrum genoptog man produktionen af fyringskedler, som i dag leveres til mange formål, mange af dem på oljeinstallationerne og borerigger. Mange af de puslespil som sælges i dag i Norge bliver også fremstillet i Flekkefjord.

## Kultur
Byen fejrer sankthans på sin egen måde ved at hovedbålet ligger for anker midt på fjorden. Dette kaldes for Spira, og var tidligere i en gammel båd, som sank i løbet af natten. Skikken har rødder tilbage til 1800-tallet.
Flekkefjord Rockeklubb arrangerer fra 1982 i juli måned Fjellparkfestivalen Fjellparkfestivalen, som er Norges længstlevende rockfestival, med mange lokale og internationalt kendte aktører.

## Turisme
Byen er berømt for de hvidkalkede træhuse og de snævre gader. Flekkefjord-museet, der ligger i en gammel købmandsgård i den gamle bydel, der kaldes Hollænderbyen. Hollænderbyen er også blevet et udendørs udstillingsrum for gadekunst.
Fra udsigtpunktet Lilleheia vest for byen er der udsigt til Lafjorden, Grisefjorden og bymidten.
Byen var i sin tid endestation for Flekkefjordbanen, som var jernbanens forlængelse fra Egersund til Flekkefjord. Jernbanetrafikken er nu nedlagt, men det meste af sporet eksisterer fortsat, og bruges til ture med dresiner.
Brufjell er et 184 meter højt fjeld vest for Flekkefjord ved Roligheten. Den yderste sti har et parti hvor man må gå med forsigtighed. Fra Brufjell går der en stejl sti ned til jættegryderne Brufjellhulerne. Nedturen bør ske i tørvejr.